# Caryomyia tuberidolium
Caryomyia tuberidolium är en tvåvingeart som beskrevs av Gagne 2008. Caryomyia tuberidolium ingår i släktet Caryomyia och familjen gallmyggor. Inga underarter finns listade i Catalogue of Life.